# Collagénase
Les collagénases sont des enzymes capables de rompre les liaisons peptidiques du collagène. Elles facilitent la destruction des structures extracellulaires lors de la pathogenèse bactérienne. Ce sont des exotoxines.
La production de collagénases peut être induite lors d'une réponse immunitaire, par les cytokines qui stimulent les cellules telles que les fibroblastes et les ostéoplastes et occasionnent indirectement des lésions tissulaires.

## Classification EC
Elles sont classées EC 3.4.24 dans la nomenclature EC.